# Černvír (hrad)
Hrad Černvír stával na kopci v obci Černvír v okrese Brno-venkov, jižně od kostela Nanebevzetí Panny Marie.

## Historie
O hradě v Černvíru existuje minimum písemných zpráv. Nálezy keramiky a především architektonický rozbor nejstaršího jádra kostela Nanebevzetí Panny Marie umisťují jeho založení nejpozději do první poloviny 13. století. Za svůj vznik hrad vděčí rodu, který se po něm psal - v roce 1285 se připomíná Milek z Černvíru (listina kláštera v Doubravníku) a roku 1309 Vítek z Černvíru (listina kláštera v Tišnově). V roce 1364 byl již delší dobu pustý hrad Filipem z Černvíru prodán bratrům Artlebovi a Petrovi z Černvíru. Artleb, který se psal také z Klečan, kam rod přemístil své sídlo, si ponechal pouze kostel a staveniště někdejšího hradu, zbytek svého majetku v Černvíru převedl na Filipa a Petra z Černvíru. Při převodu majetku v roce 1365 se však místo hradu už uvádí jen jako hradiště. Tento termín ve středověku označoval rané ještě románské hrady, pohybující se na hranici mezi hradištěm a vrcholně středověkým hradním sídlem, kam svým řešením černvírský hrad také náležel. V roce 1374 je znovu vzpomínán pouze jako „kopec tvrze“. Roku 1409 postoupila Markéta z Černvíru svůj zdejší podíl Vilémovi I. z Pernštejna. V této zmínce se však hrad již neuvádí. Zaniká nejspíše nejpozději na přelomu 13. a 14. století, podobně jako jiná sídla raného původu a řešení. Jeho zánik v této době podporuje fakt, že areál nedisponoval zděnou hradbou, ochranu zajišťovaly pouze příkré svahy. Skromné zlomky středověké keramiky, získané z areálu hradu, nejsou pro datování počátků a zániku sídla průkazné, pocházejí z recentních vrstev, upravovaných zejména při raně barokní přestavbě kostela.